# Kingscote (Gloucestershire)
Pour l’article homonyme, voir Kingscote.
Kingscote est une paroisse civile et un village du Gloucestershire, en Angleterre.